# آراکل داوریژتسی

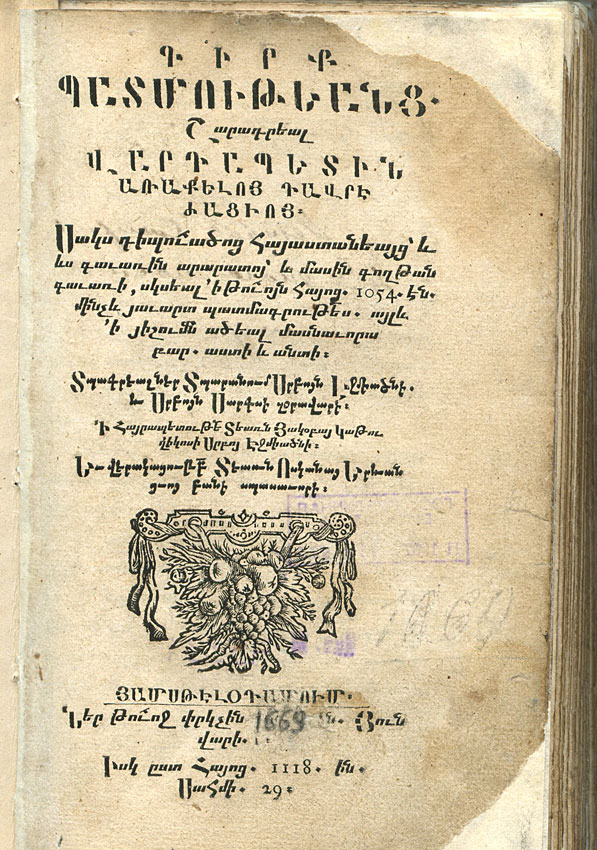
«تاریخ ارمنستان» – آمستردام: انتشارات وُسکان یروانتسی، ۱۶۶۹.

آراکل داوریژتسی یا آراکل تبریزی (ارمنی: Առաքել Դավրիժեցի به زبان لاتین Arakel Davrizhetsi)، (زاده ۱۵۹۰ میلادی در تبریز-درگذشته ۱۶۷۰ میلادی در واغارشاپات)، تاریخ‌نگار و کشیش ارمنی بود.

## زندگی
آراکل داوریژتسی در مدرسه علوم دینی شهر واغارشاپات (اچمیادزین) به تحصیل پرداخت و به مقام کشیشی نائل آمد. در سال ۱۶۳۶ میلادی، وی به ریاست راهبان صومعه هووهانناوانک در استان آشتاراک برگزیده شد.
وی در سال ۱۶۵۱ میلادی به امر «جاثلیق پیلیپوس یکم» پیشوای مذهبی ارمنیان بنوشتن «تاریخ ارمنستان» خود پرداخت و پس از سیر و سفر در ممالک ایران و عثمانی و مطالعه منابع و مآخذ و اسناد لازم در اواخر دوران زندگی خود تاریخی به زبان ارمنی در ۵۶ فصل مشتمل بر وقایع ارمنیان و چگونگی حالات آنان از سال ۱۶۰۲ میلادی تا ۱۶۶۲ میلادی و روابط آنان در ایران و عثمانی و ارمنستان و گرجستان و مهاجرتشان از جوغا به جلفای نو اصفهان و سرگذشت رجال تاریخی ایران و عثمانی و غیره تألیف کرد.
داوریژتسی در آن دوران نوجوانی پانزده ساله بود؛ لذا می‌توانست آنچه را که اتفاق افتاده بود کاملاً به یاد آورد. او می‌گوید:
«خودم ویرانی و مرگ هموطنانم را به دست سربازان شاه شاهد بودم» (اشاره به سال‌های تبعید ـ۱۶۰۶ میلادی تا ۱۶۰۹ میلادی ـ و رنج و گرسنگی مردم).
این اثر در حدود ۷۰۰ صفحه به قطع وزیری می‌باشد که برای نخستین بار در سال ۱۶۶۹ میلادی در آمستردام به چاپ رسید. این اثر در سال‌های ۱۸۸۴ میلادی و ۱۸۹۶ میلادی در شهر واغارشاپات تجدید چاپ شده‌است.
وی در سال ۱۶۷۰ میلادی در واغارشاپات چشم از جهان فروبست.

## کتاب تاریخ، اثر آراکل داوریژتسی
داوریژتسی، به درستی وقایع رخ داده را بدون هیچ کم‌وکاست ثبت کرده و سیاستی را که شاه‌عباس اول برای نگهداری ارمنیان به کار گرفته بسیار موشکافانه و با جزئیات کامل بیان داشته‌است. او، به منزلهٔ روحانی و تاریخ‌نگار، رویدادها را بررسی کرده و آنچه را که دیده و شنیده، صادقانه، به رشتهٔ تحریر درآورده است.
«زمان برای اجرای برنامه‌ها و آمال شاه، که از قبل طرح‌ریزی شده بود، فرا رسیده بود، زمان باز پس گرفتن سرزمین‌های تحت اشغال ترکیه، سرزمین‌هایی که ایرانیان آنها را (سرزمین‌های موروثی) می‌نامیدند. شاه‌عباس اول به مردم سرزمین‌های تحت اشغال، از تبریز تا قفقاز، قول رهایی و آزادی از استعمار داده بود. در ۱۶۰۳ میلادی، برای مقابله با ترکیه با لشکری عظیم از اصفهان به سوی رود ارس و سپس به طرف دشت‌های آرارات حرکت کرد. برنامهٔ این جنگ از قبل طرح‌ریزی شده بود. زمانی که شاه‌عباس اول به تبریز رسید لشکر ترکیه به سوی ایروان عقب نشست. شاه‌عباس با سپاه عظیم خود از مسیر دشت آرارات به سوی ایروان حرکت کرد. او در اندیشهٔ آن نبود که سپاهیانش با لشکریان ترکیه درگیر شوند. شاه به محض رسیدن به ایروان آن را به تصرف خود درآورد که این اشغال هفت ماه به طول انجامید. پس از تصرف ایروان، سپاهیان شاه از ادامهٔ مسیر بازایستادند، عقب نشستند و در ضمن عقب‌نشینی تمامی آنچه را در مسیر برگشت وجود داشت ویران کردند، شهرها و دهکده‌ها را به آتش کشیدند و تمام انبارهای آذوقه و مهمات را همراه خود بردند. شهرها و روستاها را خالی از سکنه می‌کنند، زیرا شاه می‌دانست که به دنبال او سپاه ترکیه پیش روی خواهد کرد، در آن زمان با شهرهای خالی از سکنه و ویران شده روبه‌رو خواهند شد.» (کتاب تاریخ، آراکل داوریژتسی صفحه:۴۳)
«استقرار ارمنیان در ایران از اهداف از پیش‌تعیین شدهٔ شاه عباس برای آبادانی و پیشرفت کشور، مخصوصاً، پایتخت چه از نظر اقتصادی و چه از نظر سیاسی و فرهنگی بود. جمعیت تبعید شده به ایران تقریباً نیمی از سکنهٔ شهرهای ارمنستان را تشکیل می‌داد. به این ترتیب، بیشتر اراضی قابل سکنه ارمنستان خالی از سکنه شد.» (کتاب تاریخ، آراکل داوریژتسی صفحه:۵۲)
«شاه‌عباس اول صفوی به منظور پایبندی مهاجران ارمنی به ایران، دلگرمی بیشتر آنان و همچنین ایجاد روابط با مسیحیان کشورهای دیگر همواره به مهربانی با ارمنیان برخورد می‌کرد، شرایط مناسبی را برای زندگی فراهم می‌ساخت و به حمایت و پشتیبانی از آنها برمی‌خاست. با کسب اجازه از شاه ارمنیان جلفا اقدام به ساخت کلیساها کردند. (به عقیدهٔ داوریژتسی یکی از عوامل بسیار مهمی که سبب پایبندی ارمنیان در ایران شد اجازهٔ ساخت کلیسا و انجام مراسم مذهبی بود) آنان در همه جای جلفا، حتی در روستاها، کلیساهای بزرگ ساختند.» (کتاب تاریخ، آراکل داوریژتسی صفحه:۶۰)
«مهربانی‌ها و ملاطفت‌های شاه در برابر روحانیان و مراجع دینی مسیحی، اجازهٔ ساخت کلیساها، مدارس و بناهای شخصی، آزادی تجارت و غیره نمی‌توانست مدت زمانی طولانی ادامه داشته باشد. شاه از ابتدای امر در فکر تغییر مذهب این مردم بود ولی برای به نتیجه رسیدن باید ابتدا نظر آنها را به خود و کشورش جلب می‌کرد. در ۱۶۰۸ میلادی، مردم برای مقابله با تغییر مذهب و افکار شاه در موقعیت بسیار دشواری قرار گرفته بودند. عده‌ای از نظر مالی در مضیقه بودند. شاه از این فرصت استفاده کرد، به آنها قول مساعدت مالی داد، آنها می‌بایست این مساعدت را بعد از سه سال باز پرداخت می‌کردند. در غیر این صورت، باید مسلمان می‌شدند و مذهب شیعه را می‌پذیرفتند یا فرزندان خود را به منزلهٔ خادمان شاه به دربار می‌فرستادند.» (کتاب تاریخ، آراکل داوریژتسی صفحه:۶۲ و ۶۳)